# Gordon Thomas (ciclista)

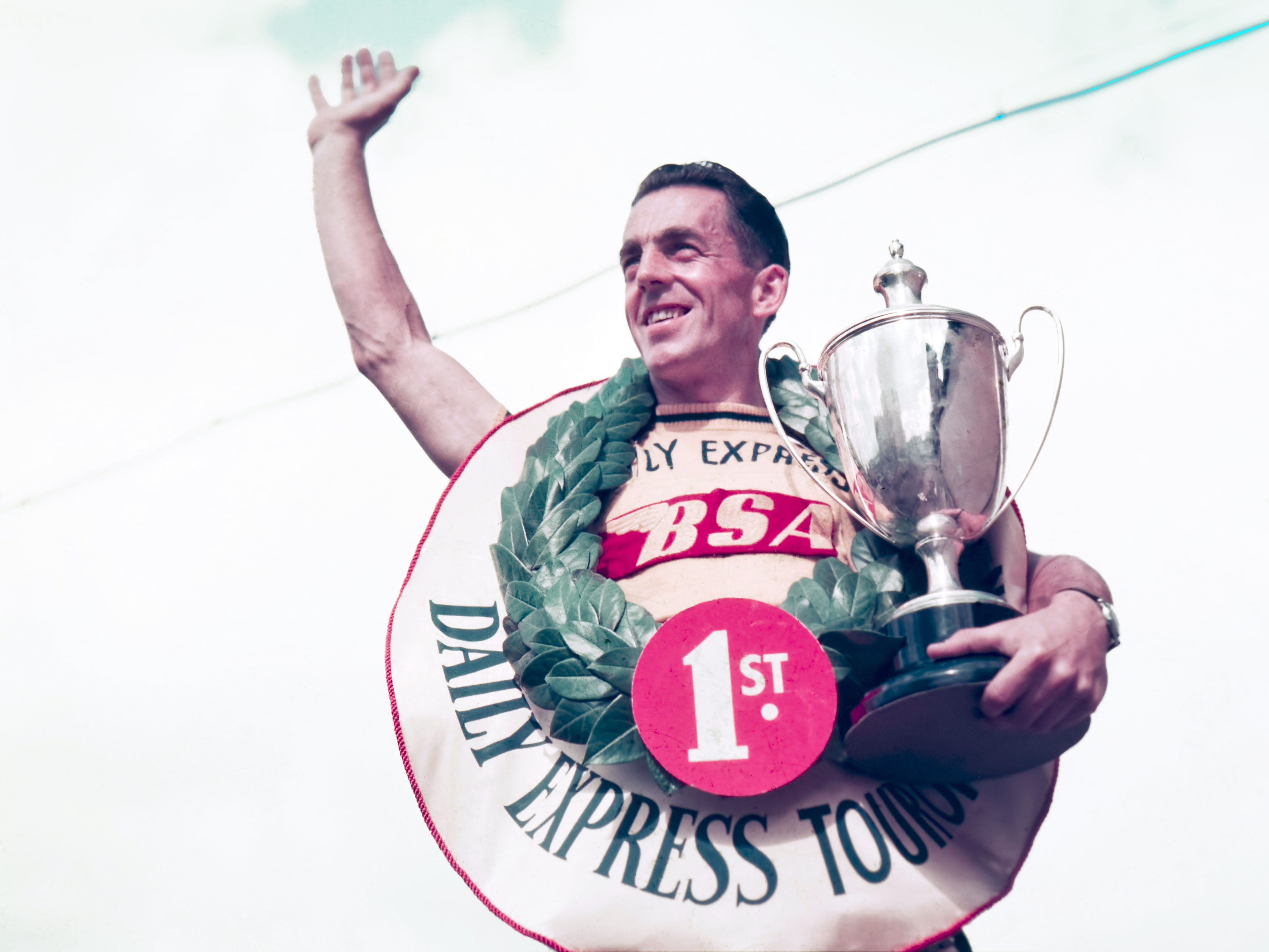
Recibiendo la copa de la Vuelta a Gran Bretaña de 1953

Gordon W. "Tiny" Thomas (18 de agosto de 1921 - 10 de abril de 2013) fue un ciclista británico que compitió en los Juegos Olímpicos de Londres 1948. Allí ganó una medalla de plata en la prueba en equipo junto a Bob Maitland y Scott Ian. Él también compitió en la prueba individual, colocándose octavo en un campo de 101 participantes. Nació en Shipley, Yorkshire del Oeste, y realizó el servicio durante la Segunda Guerra Mundial con la artillería real en África e Italia. Después de su experiencia olímpica, pasó a ganar en 1953 la Vuelta a Gran Bretaña antes de retirarse del ciclismo para entrar en el negocio de la lana.